# Carolina Cosse
Ana Carolina Cosse Garrido (Montevideo, 25 de diciembre de 1961) es una ingeniera eléctrica y política uruguaya, miembro del Frente Amplio. Es la 19.ª vicepresidente de Uruguay desde el 1 de marzo de 2025.
Inició su actividad política en 2007, al asumir como directora de una división de la intendencia departamental de Montevideo; para después ser nombrada en mayo de 2010 por el presidente José Mujica como presidenta de la Administración Nacional de Telecomunicaciones (ANTEL). Desempeñó el cargo hasta fines de febrero de 2015, para tomar posesión como ministra de Industria, Minería y Energía en el segundo gobierno de Tabaré Vázquez. 
A fines de 2018 anunció que sería precandidata presidencial en las elecciones internas de 2019, recibiendo el apoyo de distintos sectores frenteamplistas como el Movimiento de Participación Popular (MPP). Se posicionó en segundo lugar en la interna del Frente Amplio, por detrás del intendente Daniel Martínez, quien fue proclamado candidato a la presidencia. De cara a las elecciones generales de 2019, Carolina Cosse realizó un acuerdo con el también exprecandidato Óscar Andrade para ocupar el segundo lugar de la nómina al Senado del Partido Comunista. Ambos resultaron elegidos para la Cámara Alta; asumió su escaño el 15 de febrero de 2020. A principios de ese mismo año su candidatura a la intendencia de Montevideo para las elecciones departamentales obtuvo diversos apoyos, siendo oficializada en enero. Su candidatura resultó la más votada entre los otros candidatos frenteamplistas, siendo electa para el cargo y tomando posesión en noviembre de ese año.
A partir de 2021 se le comienza a considerar como una posible precandidata presidencial de cara a las elecciones internas de 2024. Durante 2023 distintos sectores mostraron su apoyo y en noviembre de ese año su precandidatura fue oficializada. Resultaría en segundo lugar, por detrás de Yamandú Orsi, quien la presentó el día de las elecciones como su fórmula para las elecciones generales en octubre. El 8 de julio presentó su renuncia formal a la intendencia de Montevideo. En primera vuelta el Frente Amplio resultó primero, pasando a balotaje. En balotaje, la fórmula Yamandú Orsi - Carolina Cosse resultó triunfante ante la presentada por el oficialismo: Álvaro Delgado - Valeria Ripoll. Siendo Carolina Cosse electa como vicepresidenta de la República.

## Biografía
Nació en Montevideo el 25 de diciembre de 1961, hija de la profesora de historia Zulma Garrido y del actor Villanueva Cosse.Criada en el barrio de Villa Española, cursó sus estudios primarios en la Escuela N.º 117.
En 1991 egresó de la Facultad de Ingeniería de la Universidad de la República con el título de ingeniera electricista; en 2009, en el mismo centro de estudios, obtuvo una maestría en Ingeniería Matemática.Mientras cursaba sus estudios terciarios se afilió a la Unión de la Juventud Comunista (UJC).

### Ámbito profesional
Cosse desempeñó su actividad profesional principalmente en el sector privado, trabajó para empresas como Siemens, Claro Codetel, Edesur y Verizon.Entre 1994 y 1999 brindó servicios profesionales a empresas del sector público tales como, la Administración Nacional de Usinas y Transmisiones Eléctricas, y el Banco de Previsión Social.  
En 2004 tuvo a su cargo la capacitación de los operadores de los dispositivos captadores de huella digital para el Referéndum Revocatorio de Venezuela, llevado a cabo por el Consejo Nacional Electoral de dicho país.

## Ámbito político
Su actividad en la política comenzó en 2007, cuando asumió como directora de la División Tecnología de la Información de la Intendencia Departamental de Montevideo. Dentro de las tareas desempeñadas en el cargo se destaca la dirección de la implementación tecnológica del Sistema de Transporte Metropolitano (STM) de la ciudad.
En mayo de 2010 fue nombrada por el presidente José Mujica como presidenta de la Administración Nacional de Telecomunicaciones (ANTEL).Desempeñó el cargo hasta fines de febrero de 2015, cuando tomó posesión como ministra de Industria, Minería y Energía en el gobierno de Tabaré Vázquez, nombramiento que había sido anunciado el diciembre anterior.Durante su gestión se construyó un data center, y se instaló un cable submarino que conectaba Uruguay con Estados Unidos.De esta forma, se dio la consolidación de la exportación de software que aportaba el 2% del PBI del país.
En noviembre de 2018, Cosse fue partícipe de la inauguración del centro de espectáculos, Antel Arena.El proyecto estuvo marcado por polémicas e interrupciones, luego de varios años de construcción dirigida por Antel y el Ministerio de Industria.
Fue afín al Movimiento de Participación Popular (MPP),el 29 de enero de 2019, renunció a su puesto en el Consejo de Ministros para dedicarse a su campaña presidencial para las elecciones internas de ese año.

## Precandidatura presidencial de 2019

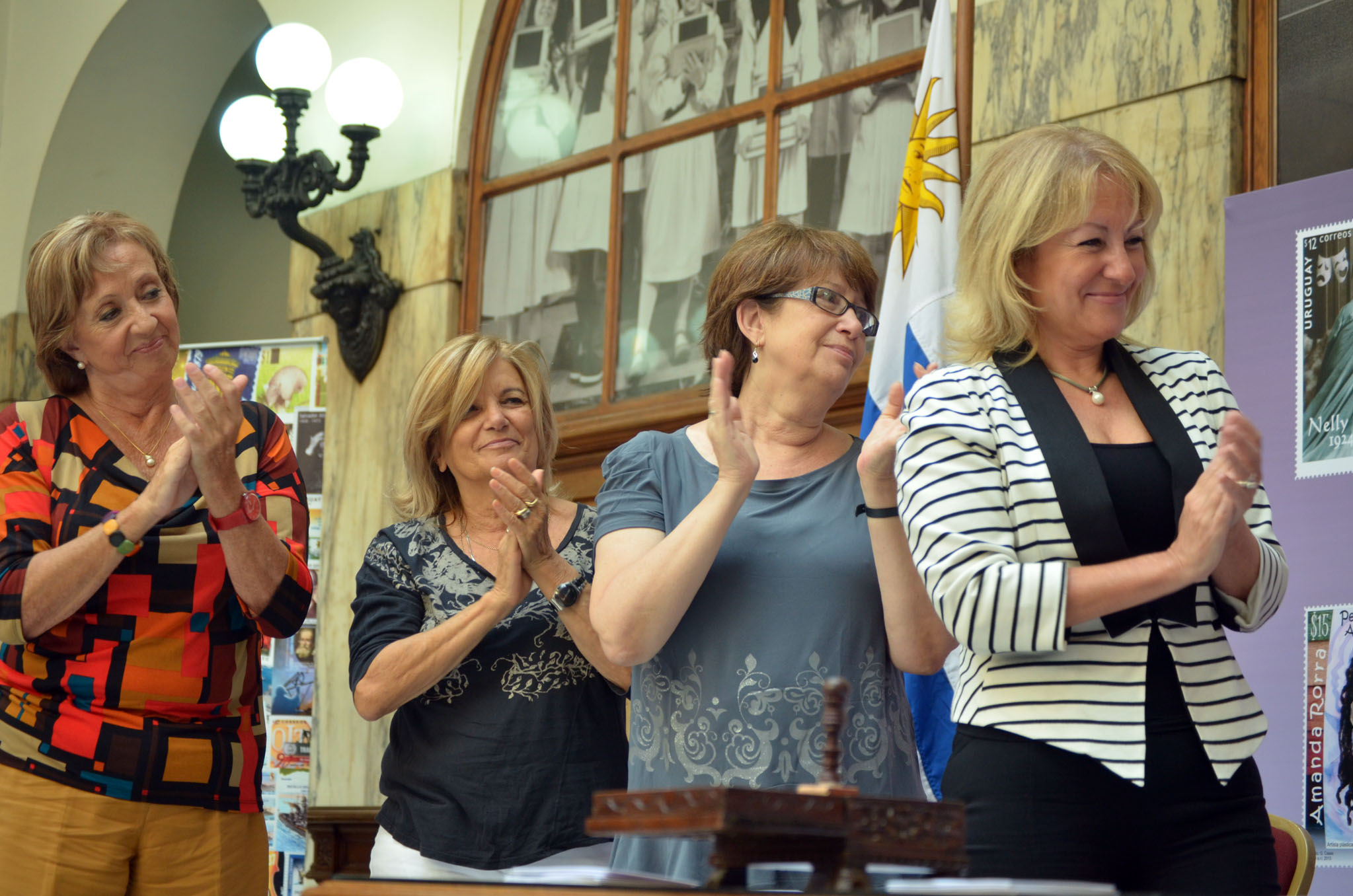
Las ministras María Julia Muñoz, Eneida de León, Marina Arismendi y Carolina Cosse en el lanzamiento del sello postal homenaje a Belela Herrera, 2015.

En 2018 comenzó a ser vista como una posible candidata a la presidencia o vicepresidencia por el Frente Amplio para las elecciones de 2019,como parte de un recambio generacional tras décadas de predominio de la tríada conformada por Tabaré Vázquez, José Mujica y Danilo Astori.
A fines de septiembre de 2018, Cosse anunció oficialmente que sería precandidata de cara a las elecciones internas. En el Congreso del Frente Amplio de diciembre de 2018 se proclamó formalmente a Cosse, así como a Daniel Martínez, Mario Bergara y Óscar Andrade como precandidatos del partido.
La precandidatura de Cosse recibió el apoyo de diversos sectores del Frente Amplio, como el Movimiento de Participación Popular, las agrupaciones Rumbo de Izquierda, De Frente, Frente en movimiento, y el Partido Socialista de los Trabajadores. Tras renunciar a su puesto ministerial, el 5 de febrero de 2019 en el acto por el 48° aniversario del Frente Amplio y junto a sus compañeros de la interna, lanzó su campaña electoral.
En las elecciones internas de 2019, Cosse obtuvo el 25.43% de los votos dentro de su partido, terminó en segundo lugar por detrás de Daniel Martínez, quien fue proclamado candidato a la presidencia por el Frente Amplio para la elección presidencial.Luego de las elecciones internas, hubo especulación acerca de la persona que acompañaría a Martínez en la fórmula presidencial, Cosse era una de las principales opciones. No obstante, el candidato eligió como candidata a la vicepresidencia a la ex edila de Montevideo, Graciela Villar.
El 9 de julio de 2019 en una conferencia de prensa anunció su candidatura al Senado con la Lista Amplia, y criticó el proceso de elección de la candidata a la vicepresidencia, alegó que no contribuyó a la unidad del partido.Debido a que el MPP –sector mayoritario del FA que apoyó su precandidatura presidencial– no le ofreció un lugar en su lista al Senado, Cosse realizó un acuerdo político-electoral con el también exprecandidato Oscar Andrade y el Partido Comunista para las elecciones generales.Ambos resultaron elegidos para la Cámara de Senadores.Asumió su escaño senatorial el 15 de febrero de 2020.
Meses después, ante la inminente toma de posesión de Cosse como intendenta de Montevideo, se suscita una disputa interna por su sucesión en el Senado.Finalmente, la empresaria Silvia Nane fue designada como su sucesora en la Cámara Alta por sobre Carmen Beramendi, qué pasa a desempeñarse como asesora de la nueva jefa comunal.

## Intendenta de Montevideo

### Elección

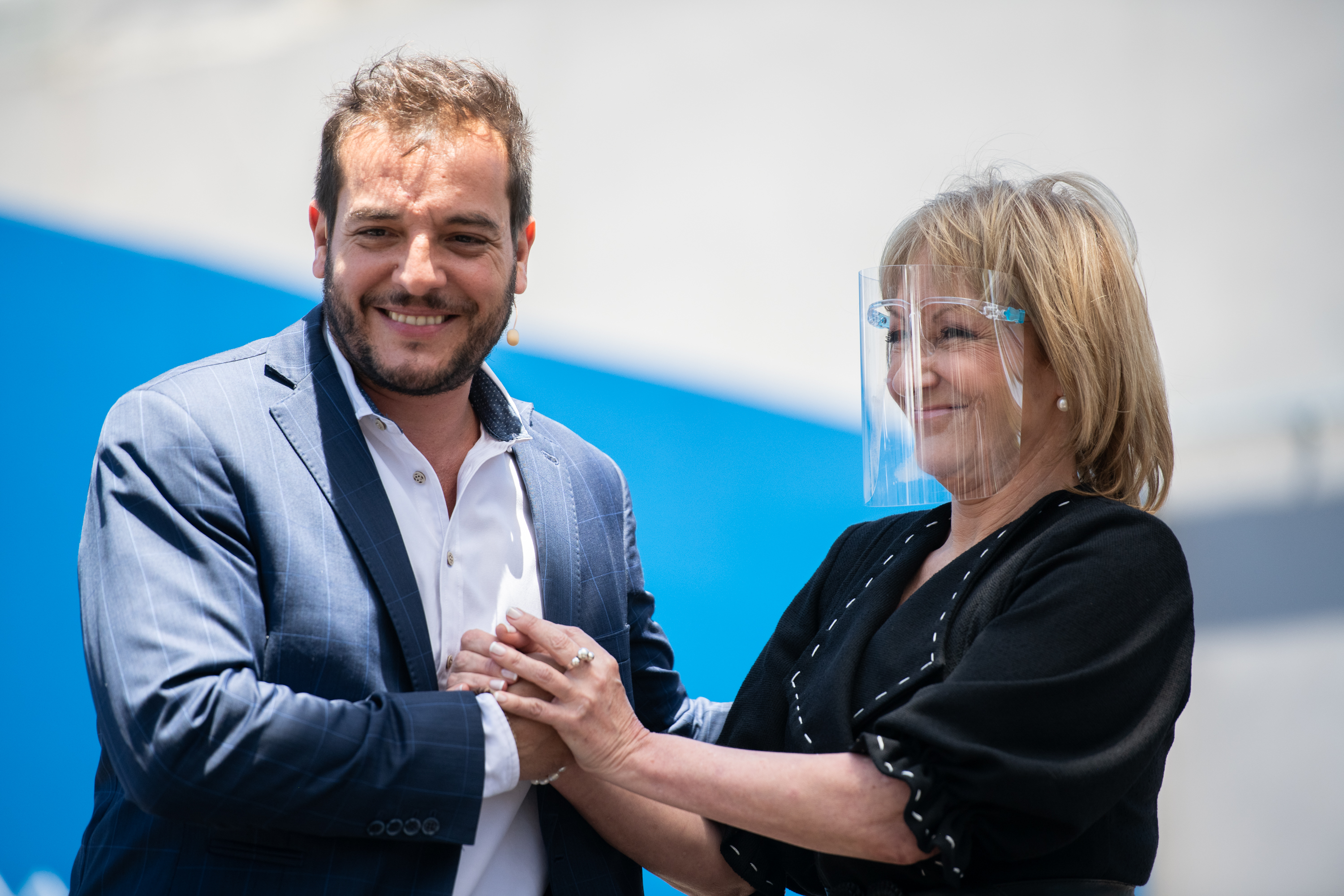
Cosse y Christian di Candia en 2020.

A partir de finales de 2019, antes de que asumiera su escaño senatorial, se comenzó rumorear que Cosse podría ser candidata del Frente Amplio a la Intendencia de Montevideo. A lo largo de enero de 2020 su candidatura recibió el apoyo del Partido Socialista,del Partido Comunista,y del Partido por la Victoria del Pueblo, así como del sector Casa Grande, liderado por Constanza Moreira.
El 29 de enero, el Plenario Departamental del Frente Amplio en Montevideo proclamó como candidatos a la Intendencia a Cosse, Daniel Martínez y Álvaro Villar. En las elecciones departamentales y municipales, Cosse obtuvo 21.01 % de los votos. A pesar de que la candidata de la Coalición Multicolor, Laura Raffo obtuvo el 40.03 % y fue la candidata individual más votada, Cosse igualmente resultó ganadora debido al sistema de doble voto simultáneo, en el que resulta ganador el candidato más votado del partido más votado. Tomó posesión como cabeza del ejecutivo departamental de Montevideo el 26 de noviembre de 2020, sucedió a Christian Di Candia.

### Gabinete departamental
La constitución del gabinete departamental es la siguiente:
| Intendencia de Carolina Cosse 26 de noviembre de 2020 | Intendencia de Carolina Cosse 26 de noviembre de 2020 | Intendencia de Carolina Cosse 26 de noviembre de 2020 |
| ----------------------------------------------------- | ----------------------------------------------------- | ----------------------------------------------------- |
| Partido político                                      |                                                       | Frente Amplio                                         |
| Partido político                                      | Independiente                                         |                                                       |
| Intendenta                                            |                                                       | Carolina Cosse 26 de noviembre de 2020                |
| Secretaria                                            | Olga Otegui 26 de noviembre de 2020                   |                                                       |
| Departamentos                                         |                                                       |                                                       |
| Departamento                                          | Integración                                           | Integración                                           |
| Gestión Humana                                        |                                                       | Jorge Mesa 26 de noviembre de 2020                    |
| Desarrollo Económico                                  |                                                       | Gustavo Cabrera 26 de noviembre de 2020               |
| Desarrollo Social                                     |                                                       | Mercedes Clara 26 de noviembre de 2020                |
| Desarrollo Urbano                                     |                                                       | Adriána Gorga 26 de noviembre de 2020                 |
| Desarrollo Sostenible e Inteligente                   |                                                       | María Eugenia Corti 26 de noviembre de 2020           |
| Desarrollo Ambiental                                  |                                                       | Guillermo Moncecchi 26 de noviembre de 2020           |
| Cultura                                               |                                                       | María Obaldia 26 de noviembre de 2020                 |
| Movilidad                                             |                                                       | Pablo Inthamoussu 26 de noviembre de 2020             |
| Planificación                                         |                                                       | Luis Oreggioni 26 de noviembre de 2020                |

## Precandidatura presidencial de 2024
A partir de 2021 se comenzó a considerar a Cosse como una posible precandidata de cara a las elecciones internas de 2024.Durante 2023 diferentes sectores mostraron apoyo a su candidatura, principalmente los del ala más izquierdista del Frente Amplio, como el Partido Comunista, el Partido por la Victoria del Pueblo, el Partido Obrero Revolucionario,y el Partido Socialista.
El 8 de noviembre de 2023 confirmó oficialmente su precandidatura a la presidencia de la República,y el 10 de diciembre fue proclamada por el Congreso del Frente Amplio, junto a Yamandú Orsi, Mario Bergara y Andrés Lima. Días más tarde anunció que daría su firma para impulsar el proyecto de reforma constitucional propuesto por el Plenario Intersindical de Trabajadores - Convención Nacional de Trabajadores (PIT-CNT) con el objetivo de derogar las administradoras de fondos de ahorro previsional.
En las elecciones internas de 2024 resultó en segundo lugar por detrás de Yamandú Orsi, quien la presentó como su candidata a la vicepresidencia, conformando así la fórmula para las elecciones generales de octubre.Posteriormente, el lunes 8 de julio presentó su renuncia a la intendencia de Montevideo.

## Vicepresidencia
El día domingo 27 de octubre, se enfrentó junto a Yamandú Orsi, como presidente, en la primera vuelta de las Elecciones generales de Uruguay de 2024. Juntos obtuvieron el 43,86% de los votos, logrando la mayoría en la cámara de senadores y la mínoria primaria en la cámara de diputados. Con estos resultados, no lograron ya quedar electos, pero pasaron a la segunda vuelta donde les tocó enfrentarse a la fórmula de la Coalición Republicana, representada por el Partido Nacional, la cual tenía como candidatos a Álvaro Delgado y Valeria Ripoll.
En la noche del 24 de noviembre, en el balotaje, la fórmula a la que pertenecía junto a Yamandú Orsi obtuvo el 52.08% de los votos válidos, mientras que, la fórmula de la Coalición Republicana obtuvo el 47.92%. Los votos blancos y anulados rondarían el 4,6%, ello con el 100% escrutado de la muestra. Con esto, quedaron electos tanto Yamandú para Presidente de Uruguay, como Carolina para Vicepresidenta de Uruguay.

## Controversias

### Construcción del Antel Arena
En abril de 2013 mientras se desempeñaba como presidenta de ANTEL, Cosse anunció la construcción de un complejo multifuncional en el predio donde se emplazaba anteriormente el Cilindro Municipal.Se anunció también, que el costo del proyecto sería de 40 millones de dólares estadounidenses, y que las obras se llevarán a cabo en tres años. En agosto de ese año, el Tribunal de Cuentas observó el convenio entre ANTEL y la Intendencia de Montevideo, alegó que la construcción era inconstitucional debido a no estar entre las competencias de la empresa pública.
En julio de 2015 tras un informe del Ministerio de Economía y Finanzas que indicaba que los costos del proyecto superaban los 80 millones de dólares, el presidente Tabaré Vázquez ordenó la suspensión de las obras.No obstante, en enero de 2016 se retomaron los trabajos de construcción.El Arena fue inaugurado en noviembre de 2018.
En 2020 una auditoría determinó que el costo total de la obra se calculaba en 118 millones de dólares estadounidenses, 78 millones más de lo previsto inicialmente. Asimismo, se confirmó que existían deudas y obligaciones pendientes de pago que ascendían a 48 millones de dólares. En octubre de 2021, el directorio de ANTEL presentó una denuncia penal para que se investiguen "presuntas irregularidades" en la construcción del complejo.
En 2024 el fiscal Alejandro Machado archivó la causa penal, rebatió en su dictamen todos los argumentos presentados en la denuncia por parte del directorio de ANTEL.
Entre los argumentos del fiscal para el archivo de la causa se encuentran los siguientes:
- En contraste con la resolución del Tribunal de Cuentas respecto a si la construcción del complejo estaba dentro de las potestades de ANTEL, señala que, además de dicha resolución, tanto la Intendencia de Montevideo como la propia ANTEL solicitaron otros once informes a diversos organismos públicos, consultoras prestigiosas y estudios especializados en Derecho Administrativo, y todos determinaron que la construcción se encontraba dentro del giro de los negocios de la empresa, y que el convenio entre la Intendencia y el ente estatal era legal.[70]
- Respecto al costo de la obra, indica que es muy claro que los 40 millones de dólares que se manejaban habitualmente se referían únicamente a la obra civil y que no consideraba lo que costaría el posterior equipamiento del complejo. En este sentido, también expresa que en el plan de negocios del Antel Arena ya se consideraban tres posibles escenarios del monto de la inversión, que eran de 51, de 59 o de 66 millones de dólares. Señala, además, que en un informe oficial del Tribunal de Cuentas se señala que el gasto total fue de 86 millones de dólares.[70]
- Señala también que en la denuncia se pretendía comparar con el costo de otros complejos similares con apoyo en fuentes de prensa o artículos de Wikipedia, de forma no razonable ni rigurosa.[70]

El 2 de abril de 2024, el fiscal de Lavado de Activos de 1° Turno, Enrique Rodríguez solicitó la reapertura del expediente del caso.

### Gestión de Antel

#### Polémica por gastos en publicidad
En septiembre de 2020, después de que se levantara la reserva de información, trascendió que entre 2010 y 2014 –período en el que Cosse presidió Antel–, la empresa gastó 91 millones de dólares estadounidenses en "publicidad y propaganda", frente a los 48 millones de María Simón quien había ocupado el puesto entre 2005 y 2008. Asimismo, se determinó que el monto anual aumentó en el año electoral de 2014.

### Conferencia durante sequía histórica
El 23 de junio de 2023, en el marco de la crisis hídrica que enfrentó Uruguay en el contexto de la sequía de 2022-2023, Cosse, que por entonces se desempeñaba como Intendenta de Montevideo, realizó una conferencia de prensa en el que indicó que el aumento de trihalometano en el suministro de agua de la empresa estatal Obras Sanitarias del Estado podía tener efectos negativos para los embarazos y que se asociaba a “posibles malformaciones” de los fetos. En la conferencia declaró que la información surgía de un informe realizado por la Facultad de Medicina de la Universidad de la República a solicitud de la Intendencia.
Las declaraciones generaron controversia después de que la misma Facultad de Medicina emitiera un comunicado en el que aclaraba que la evidencia científica con relación al efecto de los trihalometanos en embarazadas todavía se debatía y que no se debían propiciar "situaciones de alarma en la población". Asimismo, algunas personalidades políticas acusaron a Cosse de "manipular información médica".